# Distretto di Zurite
Il distretto di Zurite è un distretto della provincia di Anta, in Perù.